# 秦晓
秦晓（1947年4月—），男，汉族，山西孝义人，中华人民共和国政治人物、第十一届全国政协委员。

## 生平
毕业于北京四中，后加入中国共产党，文革時加入首都紅衛兵西城區糾察隊（簡稱「西糾」），任職宣傳部長，曾任中共政治局委員宋任窮秘書，並先後任中信公司總經理招商局集团有限公司董事长兼招商银行董事长等職。2008年，当选第十一届全国政协委员，代表经济界，分入第三十五组。

## 家庭
父亲是中国科学院党组副书记秦力生。